# Longitarsus nigrocephalus
Longitarsus nigrocephalus är en skalbaggsart som beskrevs av R. White, in Westcott, Brown, Sharratt och R. White 1985. Longitarsus nigrocephalus ingår i släktet Longitarsus och familjen bladbaggar. Inga underarter finns listade i Catalogue of Life.